# Susan Chapman
Susan Chapman, född den 17 september 1962, är en australisk roddare.
Hon tog OS-brons i fyra med styrman i samband med de olympiska roddtävlingarna 1984 i Los Angeles.